# Monte Caslano
Der Monte Caslano,  auch genannt Sassalto, ist ein Inselberg im Schweizer Kanton Tessin. Er ist zu dreiviertel vom Lago di Lugano umgeben. Sein höchster Punkt liegt auf 526 m ü. M.
Er ist nach dem Dorf Caslano benannt.

## Einzelnachweise

Monte Sassalto von Lavena. Historisches Bild von Leo Wehrli (1934)